# Orthonevra neotropica
Orthonevra neotropica är en tvåvingeart som först beskrevs av Shannon 1925.  Orthonevra neotropica ingår i släktet glansblomflugor, och familjen blomflugor.
Artens utbredningsområde är Paraguay. Inga underarter finns listade i Catalogue of Life.